# Аймсхайм
Аймсхайм (нем. Eimsheim) — община в Германии, в земле Рейнланд-Пфальц. 
Входит в состав района Майнц-Бинген. Подчиняется управлению Гунтерсблум.  Население составляет 556 человек (на 31 декабря 2010 года). Занимает площадь 4,61 км².